# Васил Мулетаров
Васил Христов Мулетаров е български политик, деец на Българската комунистическа партия.

## Биография
Васил Мулетаров е роден на 24 октомври 1881 година в град Пещера, Източна Румелия, в занаятчийско семейство. Завършва гимназия в Пловдив. Следва право в Софийския университет. Изключен заради участието си в освиркването на Фердинанд I при откриването на Народния театър и завършва образованието си в Тулуза, Франция. Започва адвокатската практика в София през 1910 година. Член е на Контролната комисия на БРСДП (т. с.) Става последователно общински съветник в София и народен представител  от Струмишки окръг (1919–1923). Член на ЦК на БКП от юни 1923 година. В навечерието на Септемврийското въстание (1923) е арестуван и пратен в затвора, откъдето излиза през март 1924 година. Продължава активната си политическа дейност. Сътрудничи на „Работнически вестник“. След атентата в църквата „Света Неделя“ през 1925 година е арестуван от властите и „изчезва безследно“. Убит е заедно с брат си Спас Мулетаров.
От 1951 до 1993 година в негова чест, село Рупите, Петричко, носи името Мулетарово.